# El Puerto Lázaro Cárdenas
El Puerto Lázaro Cárdenas es una localidad de México, localizada en el municipio de San Salvador en el estado de Hidalgo.

## Geografía
Se encuentra en la región geográfica del Valle del Mezquital. A la localidad le corresponden las coordenadas geográficas 20° 13’ 16.302” de latitud norte y 99° 01’ 10.133” de longitud oeste; con una altitud de 2034 m s. n. m. Cuenta con un clima semiseco templado.
En cuanto a fisiografía se encuentra en la provincia del Eje Neovolcanico, dentro de la subprovincia de Sierras y Llanuras de Querétaro e Hidalgo; su terreno es de sierra. En lo que respecta a la hidrografía se encuentra posicionado en la región del Pánuco, dentro de la cuenca del río Moctezuma, y en la subcuenca del río Actopan.

## Demografía
En 2020 registró una población de 1134 personas, lo que corresponde al 3.08 % de la población municipal. De los cuales 566 son hombres y 568 son mujeres.
| Gráfica de evolución demográfica de El Puerto Lázaro Cárdenas entre 1995 y 2020              |
|                                                                                              |
| Población de los censos y conteos del Instituto Nacional de Estadística y Geografía (INEGI). |

## Cultura
En la localidad el 5 de agosto se realiza anualmente la feria patrona en honor a la Virgen de las Nieves. Entre los festejos se realiza una peregrinación, al Cerrito, donde se localiza una fuente de agua considerada sagrada; para bajar agua que será utilizada para la lavar la ropa de la virgen.